# San Pietro in Cerro
San Pietro in Cerro (San Pédar in dialetto piacentino) è un comune italiano di 784 abitanti della provincia di Piacenza in Emilia-Romagna.

## Monumenti e luoghi d'interesse

### Castello di San Pietro in Cerro
Costruito su una precedente fortificazione, il castello fu edificato nel 1491 per volere di Bartolomeo Barattieri, il quale nel 1512 fu ambasciatore di Piacenza presso Giulio II. I Barattieri mantennero la proprietà fino al 1993, anno in cui il castello passò agli Spaggiari.

## Società

### Evoluzione demografica
Abitanti censiti

## Infrastrutture e trasporti
Tra il 1900 e il 1923 San Pietro in Cerro era servita dalla tranvia Cremona-Lugagnano.  Oggi rimane solo l'autolinea Cremona-Salsomaggiore Terme.

## Amministrazione
Di seguito è presentata una tabella relativa alle amministrazioni che si sono succedute in questo comune.
| Periodo        | Periodo        | Primo cittadino     | Partito                                                      | Carica  | Note  |
| -------------- | -------------- | ------------------- | ------------------------------------------------------------ | ------- | ----- |
| 2 luglio 1985  | 23 maggio 1990 | Tullio Botti        | Democrazia Cristiana                                         | Sindaco | [ 7 ] |
| 23 maggio 1990 | 24 aprile 1995 | Tullio Botti        | Democrazia Cristiana                                         | Sindaco | [ 7 ] |
| 24 aprile 1995 | 14 giugno 1999 | Gianluigi Ziliani   | lista civica di centro-sinistra                              | Sindaco | [ 7 ] |
| 14 giugno 1999 | 14 giugno 2004 | Gianluigi Ziliani   | lista civica di centro-sinistra                              | Sindaco | [ 7 ] |
| 14 giugno 2004 | 8 giugno 2009  | Giorgio Chiusa      | lista civica di centro-sinistra San Pietro Polignano         | Sindaco | [ 7 ] |
| 8 giugno 2009  | 26 maggio 2014 | Irina Ciammaichella | lista civica di centro-destra Uniti per il nostro territorio | Sindaco | [ 7 ] |
| 26 maggio 2014 | 27 maggio 2019 | Manuela Sogni       | lista civica di centro-destra Uniti per il nostro territorio | Sindaco | [ 7 ] |
| 27 maggio 2019 | 10 giugno 2024 | Stefano Boselli     | lista civica di centro-destra Il nostro paese                | Sindaco | [ 7 ] |
| 10 giugno 2024 | in carica      | Stefano Boselli     | lista civica di centro-destra Il nostro paese                | Sindaco | [ 7 ] |

### Altre informazioni amministrative
Il comune ha cambiato più volte nome in Polignano.